# Rothenhof (Freystadt)
Rothenhof ist ein Gemeindeteil der Stadt Freystadt im Landkreis Neumarkt in der Oberpfalz in Bayern.

## Lage
Der Weiler Rothenhof liegt in der Frankenalb auf der Jurahochfläche auf 410 m ü. NHN und ist von der Altstadt des Gemeindesitzes etwa einen Kilometer in südwestlicher Richtung entfernt. Die Ortsflur umfasst 56 Hektar.

## Geschichte
Der heutige Freystädter Gemeindeteil ist erstmals als „Rottenhof“ erwähnt, und zwar in einem Salbuch, das die Stadt Nürnberg über das ihnen von Pfalzgraf Ottheinrich zur Schuldendeckung als Pfand überlassene Amt Hilpoltstein zwischen 1544 und circa 1564 anlegen ließ. Er bestand zu dieser Zeit bereits aus zwei Höfen.
Gegen Ende des Alten Reiches, um 1800, bestand die Ansiedelung immer noch aus nur zwei Höfen, die hochgerichtlich und niedergerichtlich dem kurfürstlich-baierischen Pflegamt Hilpoltstein unterstanden. Grundherren der Höfe waren die Spitalstiftung Nürnberg sowie das kurfürstlich-baierische Klosterrichteramt Seligenporten.
Im Königreich Bayern (1806) wurde der Steuerdistrikt Mörsdorf im Landgericht und Rentamt Hilpoltstein im späteren Mittelfranken gebildet, dem die Einöde Rothenhof angehörte. Mit dem Gemeindeedikt von 1818 wurde die Ruralgemeinde Michelbach gebildet, der das Dorf Michelbach und die drei Einöden Rothenhof, Rumleshof und Schöllnhof zugeteilt waren. Alle vier Ansiedelungen gehörten zur Pfarrei Meckenhausen; am 23. Oktober 1872 wurden jedoch Rothenhof und Schöllnhof nach Freystadt umgepfarrt, wohin die Kinder auch zur Schule gingen. 1875 hatten die beiden Bauern von Rothenhof zwei Pferde und 20 Stück Rindvieh; in der Gemeinde Michelbach gab es nach offizieller Zählung zu dieser Zeit 21 Pferde, 260 Stück Rindvieh, 60 Schafe, 121 Schweine und drei Ziegen. 1900 und noch 1950 standen in Rothenhof drei Wohngebäude, nach der Volkszählung von 1961 schließlich vier.
Mit der Gebietsreform in Bayern wurde die Gemeinde Michelbach aus dem mittelfränkischen Landkreis Hilpoltstein ausgegliedert und zum 1. Juli 1972 in die Stadt Freystadt im Landkreis Neumarkt in der Oberpfalz eingemeindet. Seitdem ist Rothenhof ein Gemeindeteil von Freystadt.

### Einwohnerentwicklung
- 1820: 15[9]
- 1871: 17 (4 Gebäude)[7]
- 1900: 16 (3 Wohngebäude)[10]
- 1938: 12 (Katholiken)[11]
- 1950: 14 (3 Anwesen)[12]
- 1961: 18 (4 Wohngebäude)[13]
- 1973: 21[14]
- 31. Dezember 2016: 22[15]

## Verkehrsanbindung
Rothenhof ist über eine von der Staatsstraße 2220 abzweigende Gemeindeverbindungsstraße in Richtung Süden zu erreichen.